# シベリア・タタール人
シベリア・タタール人（シベリア・タタールじん、シベリア・タタール語: Seber Tatarlar; ロシア語: Сибирские татары; 英語: Siberian Tatars）とは、ロシア連邦西シベリアに居住するタタール人の一派である。

## 概要
シベリア・タタール人は、ロシアの西シベリアに居住しているタタール人の一派である。キプチャク語群に属するタタール語の方言であるシベリア・タタール語（東部タタール語）を話す。シベリア・タタール語はタタール語の他二つの方言とは違いが多いため、独立した言語という説もある。
歴史的にはシビル・ハン国の末裔とされる。居住地域により、トボルスク・タタール、チュメンスク・タタール、チュリムスク・タタール、バラビンスク・タタールなどと称されることがある。
シベリア・タタール人は、バラバ・タタール人、エウシュタ人、カルマク人、ザボロトニー・タタール人、チャット・タタール人等複数のサブグループに分かれる。